# Max Charles
Max Charles (* 18. August 2003 in Nashville, Tennessee) ist ein US-amerikanischer Schauspieler.

## Leben
Charles wurde in Nashville, Tennessee, geboren. Sein erster Auftritt war in der US-amerikanischen Fernsehserie True Blood, in der er in einer Folge der dritten Staffel mitspielte. Er hatte später mehrere Gastauftritte, unter anderem in den Serien Raising Hope, Community, Hot in Cleveland und Jessie, ausgestrahlt auf dem Disney Channel. Charles hatte außerdem mehrere Rollen im Fernsehfilm November Christmas aus dem Jahr 2010 sowie dem Direct-To-DVD-Film Spooky Buddies.
Anfang 2012 verkörperte Charles den jungen Peezer in Die Stooges – Drei Vollpfosten drehen ab. Im selben Jahr spielte er die Rolle des jungen Peter Parker in The Amazing Spider-Man, dessen ältere Version der Schauspieler Andrew Garfield spielte. Im Herbst 2012 begann Charles kleinere Rollen in der Science-Fiction-Serie The Neighbors zu übernehmen. 2014 lieh er im Spielfilm Die Abenteuer von Mr. Peabody & Sherman dem jungen Sherman seine Stimme. Von 2015 bis 2019 sprach er den kleinen Löwen Kion in der Zeichentrickserie Die Garde der Löwen.
Charles hat drei Brüder und wird von der CESD Talent Agency und Evolution Entertainment repräsentiert.

## Filmografie
Fernsehen
- 2010: True Blood (Episode 3x09)
- 2010: Raising Hope (Episode 1x08)
- 2010: Weihnachten des Herzens (November Christmas, Fernsehfilm)
- 2011: My Life is an Experiment (Fernsehfilm)
- 2011: Community (Episode 2x13)
- 2012: Jessie (Episode 1x14)
- 2012: Scent of the Missing (Fernsehfilm)
- 2012–2014: The Neighbors (39 Episoden)
- 2014: Voll Vergeistert (The Haunted Hathaways, Episode 1x19)
- 2014: Rizzoli & Isles (Episode 4x13)
- 2014: Zauber einer Weihnachtsnacht (Northpole, Fernsehfilm)
- 2015: S3 – Stark, schnell, schlau (Lab Rats, 7 Episoden)
- 2015–2017: The Strain (24 Episoden)
- 2015: Die Garde der Löwen: Das Gebrüll ist zurück (The Lion Guard: Return of the Roar, Fernsehfilm, Stimme von Kion)
- 2015–2019: Die Garde der Löwen (The Lion Guard, 74 Episoden)

Kino
- 2011: Spooky Buddies – Der Fluch des Hallowuff-Hunds (Spooky Buddies)
- 2012: Die Stooges – Drei Vollpfosten drehen ab (The Three Stooges)
- 2012: Least Among Saints
- 2012: Unstable
- 2012: White Space
- 2012: The Amazing Spider-Man
- 2014: Die Abenteuer von Mr. Peabody & Sherman (Mr. Peabody & Sherman, Stimme von Sherman)
- 2014: The Amazing Spider-Man 2: Rise of Electro (The Amazing Spider-Man 2)
- 2014: American Sniper
- 2021: Der Wunschdrache (Wish Dragon, Stimme)

## Auszeichnungen
| Jahr | Award              | Kategorie                                                                            | Werk          | Ergebnis  |
| ---- | ------------------ | ------------------------------------------------------------------------------------ | ------------- | --------- |
| 2013 | Young Artist Award | Bester Nebendarsteller in einer Fernsehserie (Comedy oder Drama)                     | The Neighbors | Nominiert |
| 2013 | Young Artist Award | Herausragende Besetzung in einer Fernsehserie (neben Isabella Cramp und Ian Patrick) | The Neighbors | Gewonnen  |